# Koirsalo
Koirsalo är en ö i Finland. Den ligger i sjön Pihlajavesi och i kommunen Nyslott i  landskapet Södra Savolax, i den sydöstra delen av landet, 270 km nordost om huvudstaden Helsingfors. Öns area är 2,94 kvadratkilometer och dess största längd är 3,8 kilometer i öst-västlig riktning.